# Kabinett Hoxha V

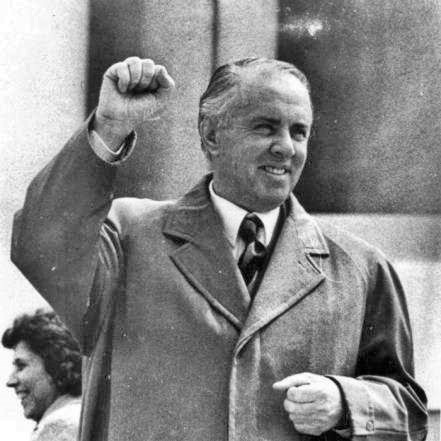
Enver Hoxha war von 1944 bis 1954 Vorsitzender des Ministerrates der Sozialistischen Volksrepublik Albanien

Das Kabinett Hoxha V war eine Regierung der Sozialistischen Volksrepublik Albanien, die am 23. Juli 1953 von Ministerpräsident Enver Hoxha von der Partei der Arbeit Albaniens PPSh (Partia e Punës e Shqipërisë) gebildet wurde. Es löste das Kabinett Hoxha IV ab und blieb bis zum 19. Juli 1954 im Amt, woraufhin es vom Kabinett Shehu I abgelöst wurde.
Da das Kabinett Hoxha II unverändert war gegenüber der Vorgängerregierung, die nach der Ausrufung der Volksrepublik am 11. Januar 1946 zurückgetreten, aber bis zur Bildung einer neuen Regierung im März 1946 im Amt verblieben war, wurde diese nicht von allen als eigene Regierung gezählt. Folglich wird die im Juli 1950 gebildete Regierung zum Teil auch als Kabinett Hoxha IV bezeichnet.
Im Juli 1953 trat Omer Nishani als Parlamentspräsident zurück. Haxhi Lleshi übernahm sein Amt. Gleichzeitig wurde eine Regierungsumbildung beschlossen, um eine neue Politik der gemeinsamen Führung umzusetzen. Das Kabinett wurde von 21 auf 10 Ministerposten reduziert: In den Bereichen Landwirtschaft, Bergbau, Kommunikation und Handel wurden Ministerien zusammengelegt.
Die Regierung blieb knapp ein Jahr im Amt. Mehrere Mitglieder sollten ihr über viele Jahre angehören. Nach den Parlamentswahlen am 30. Mai 1954 kam es auch zu einer Regierungsumbildung. Mit der Übertragung des Amts des Ministerpräsidenten von Enver Hoxha auf Mehmet Shehu wurde die Verteilung wichtiger Staatsämter auf mehrere Personen fortgesetzt.
| Amt                                              | Amtsinhaber   | Beginn der Amtszeit | Ende der Amtszeit |
| ------------------------------------------------ | ------------- | ------------------- | ----------------- |
| Vorsitzender des Ministerrates                   | Enver Hoxha   | 23. Juli 1953       | 19. Juli 1954     |
| Stellvertretender Vorsitzender des Ministerrates | Mehmet Shehu  | 24. Juli 1953       | 19. Juli 1954     |
| Stellvertretender Vorsitzender des Ministerrates | Hysni Kapo    | 24. Juli 1953       | 19. Juli 1954     |
| Innenminister                                    | Mehmet Shehu  | 24. Juli 1953       | 19. Juli 1954     |
| Landwirtschaftsminister                          | Hysni Kapo    | 24. Juli 1953       | 19. Juli 1954     |
| Außenminister                                    | Behar Shtylla | 24. Juli 1953       | 19. Juli 1954     |
| Verteidigungsminister                            | Beqir Balluku | 24. Juli 1953       | 19. Juli 1954     |
| Minister für Industrie und Bauwesen              | Spiro Koleka  | 24. Juli 1953       | 19. Juli 1954     |
| Minister für Handel und Kommunikation            | Gogo Nushi    | 24. Juli 1953       | 19. Juli 1954     |
| Minister für Bildung und Kultur                  | Bedri Spahiu  | 24. Juli 1953       | 19. Juli 1954     |
| Finanzminister                                   | Tuk Jakova    | 24. Juli 1953       | 19. Juli 1954     |
| Justizminister                                   | Bilbil Klosi  | 24. Juli 1953       | 19. Juli 1954     |
| Gesundheitsminister                              | Medar Shtylla | 24. Juli 1953       | 19. Juli 1954     |